# Oberschaeffolsheim
Oberschaeffolsheim es una comuna de Francia del departamento de Bajo Rin (Bas-Rhin), en la región de Alsacia. Forma parte de la Comunidad urbana de Estrasburgo.
- Datos: Q21464
- Multimedia: Oberschaeffolsheim / Q21464

1. ↑  Worldpostalcodes.org, código postal n.º 67203.
2. ↑  INSEE, Datos de población para el año 2012 de Oberschaeffolsheim (en francés).